# David Turner
David Turner, detto Dave (Oakland, 23 settembre 1923 – Jacksonville, 26 giugno 2015), è stato un canottiere statunitense.

## Carriera
Dopo aver prestato servizio come aviatore nell'United States Naval Aviation, Turner frequentò l'Università della California dove diventò, insieme al fratello Ian, un membro dell'otto della squadra di canottaggio che nel 1948 vinse i trials per Londra 1948.
Ai Giochi olimpici l'otto statunitense conquistò l'oro vincendo nettamente batterie, semifinale e finale con un distacco superiore ai dieci secondi.
Dopo essersi laureato nel 1949 tornò nella United States Navy come pilota, prestando servizio nella guerra di Corea e nella guerra del Vietnam, ritirandosi nel 1969 con il grado di tenente comandante.
Terminata la carriera militare, fino al 1993, diventò pilota civile per la NOAA, facendo registrare il record di ore di volo nell'occhio di un ciclone.

## Palmarès
- Giochi olimpici

Londra 1948: oro nell'otto.